# Tréogat
Tréogat település Franciaországban, Finistère megyében. Lakosainak száma 579 fő (2022. január 1.). Tréogat Peumerit, Plonéour-Lanvern, Plovan és Tréguennec községekkel határos.

## Népesség
A település népessége az elmúlt években az alábbi módon változott:
| Lakosok száma | 519  | 419  | 420  | 492  | 563  | 584  | 581  | 575  | 574  | 579  |
|               | 1968 | 1982 | 1990 | 2006 | 2013 | 2015 | 2017 | 2019 | 2020 | 2022 |